# Холокост в Лоевском районе
Холокост в Ло́евском районе — систематическое преследование и уничтожение евреев на территории Лоевского района Гомельской области оккупационными властями нацистской Германии и коллаборационистами в 1941—1944 годах во время Второй мировой войны, в рамках политики «Окончательного решения еврейского вопроса» — составная часть Холокоста в Белоруссии и Катастрофы европейского еврейства.

## Геноцид евреев в районе
Лоевский район был полностью оккупирован немецкими войсками в сентябре 1941 года, и оккупация продлилась более двух лет — до ноября 1943 года. Нацисты включили Лоевский район в состав территории, административно отнесённой в состав генерального округа «Житомир» рейхскомиссариата Украина.
Для осуществления политики геноцида и проведения карательных операций сразу вслед за войсками в район прибыли карательные подразделения войск СС, айнзатцгруппы, зондеркоманды, тайная полевая полиция (ГФП), полиция безопасности и СД, жандармерия и гестапо.
Во всех крупных деревнях района были созданы районные (волостные) управы и полицейские гарнизоны из коллаборационистов.
Одновременно с оккупацией нацисты и их приспешники начали поголовное уничтожение евреев. «Акции» (таким эвфемизмом гитлеровцы называли организованные ими массовые убийства) повторялись множество раз во многих местах. В тех населенных пунктах, где евреев убили не сразу, их содержали в условиях гетто вплоть до полного уничтожения, используя на тяжелых и грязных принудительных работах, от чего многие узники умерли от непосильных нагрузок в условиях постоянного голода и отсутствия медицинской помощи.
За время оккупации практически все евреи Лоевского района были убиты, а немногие спасшиеся в большинстве воевали впоследствии в партизанских отрядах.

## Гетто
Оккупационные власти под страхом смерти запретили евреям снимать желтые латы или шестиконечные звезды (опознавательные знаки на верхней одежде), выходить из гетто без специального разрешения, менять место проживания и квартиру внутри гетто, ходить по тротуарам, пользоваться общественным транспортом, находиться на территории парков и общественных мест, посещать школы.
Реализуя нацистскую программу уничтожения евреев, немцы создавали гетто почти во всех городах и населённых пунктах Беларуси, где проживало еврейское население. Так и в Лоевском районе оккупанты организовали одно гетто — в Лоеве.

### Гетто в Лоеве
В посёлке Лоев в 1939 году жили 535 евреев — 11,8 % населения. Посёлок был захвачен нацистами 26 августа 1941 года, и оккупация продлилась 2 года и 2 месяца — до 17 октября 1943 года.
Евреи были поставлены вне закона и безнаказанно убивались. В сентябре 1941 года немцы организовали в местечке гетто «открытого типа» — евреев оставили жить в своих домах и использовали на принудительных работах. Территория гетто не охранялась, но узникам запретили посещать общественные места, ходить по главной улице поселка и прилюдно общаться с неевреями.
Гетто было уничтожено в результате двух расстрелов. Первый был организован в конце октября 1941 года. В Лоев приехали каратели из Гомеля, отобрали 18 евреев-специалистов и отправили их по домам. Остальных отвели к заранее вырытым ямам и расстреляли. Детей закопали живыми. Убийством руководили комендант жандармерии Брук и комендант погранотряда Кригер. Всего в этот день были убиты около 150 евреев. Часть евреев из гетто отправили в лагерь под Гомелем и убили уже там.
Второй расстрел немцы провели через месяц — в ноябре 1941 года в Лоев снова прибыл карательный отряд. Помощник начальника полиции Архип Долголыченко собрал евреев, которых немцы и полицейские отвели за Днепр и убили. Одну еврейскую семью полицаи обнаружили рядом с Лоевым в украинской деревне Каменка. Заместитель коменданта Трофим Зайцев с Павлом Кардашем и Ильей Мазуром привезли арестованных в Лоев, отвели за Днепр и тоже расстреляли.
Часть местных жителей, несмотря на запрет помогать евреям под угрозой смерти, всё равно пыталась спасать евреев. Например, семью Зелика Шусмана спасли довоенные соседи Павел и Дарья Коноплянники. На берегу Днепра они выкопали землянку, приносили туда продукты, а зимой переправили Шусманов к партизанам.
Чрезвычайная государственная комиссия в марте 1944 года произвела вскрытие трех братских могил во дворе здания бывшей полиции и обнаружила 150 тел, из которых 45 детей до 14 лет.
Виновными в массовых убийствах были названы комендант жандармерии Лоева обер-вахмистр Брун, комендант пограничного отряда обер-лейтенант Кригер, командир карательного отряда «СС» обер-лейтенант Гофман, капитан фон Гахтман и др. Первыми в полицаи записались: Иван Наркевич, Александр Лемешко, Филимон Бонзик, Трофим Зайцев, Павел Кардаш и Илья Мазур. Начальником отделения полиции немцы поставили Тихона Плюща, его помощником — Архипа Долголыченко. Следователями полиции стали Дмитрий Козлов и Иван Зайцев. Переводчиком в жандармерии работал Николай Лашкевич.
Останки расстрелянных перезахоронили на кладбище на улице Комсомольской. В 1967 году на могиле был установлен обелиск. Однако надпись на памятнике сообщала только о 87 мирных жителях Лоева, расстрелянных нацистами и их пособниками. О том, что это евреи, не упоминалось.
Опубликованы неполные списки жертв геноцида евреев в Лоеве.